# Fatal Prediction/Demoniac Possession
Fatal Prediction/Demoniac Possession es el primer Ep de la banda de thrash metal, Pentagram. Este EP contiene dos temas versionados del demo anterior. Fue producido por "Dinosaur", quien trabajó como roadie de Celtic Frost, este EP fue el responsable de llevar el nombre de Pentagram a varios rincones del mundo entero. 

## Lista de temas
- 1. Fatal Prediction
- 2. Demoniac Possession

- Datos: Q5856674